# Paniewo (Skulska Wieś)
Paniewo – część wsi Skulska Wieś w Polsce, położona w województwie wielkopolskim, w powiecie konińskim, w gminie Skulsk.
W latach 1975–1998 Paniewo administracyjnie należało do województwa konińskiego.